# Тафреш (шагрестан)
Тафреш (перс. تفرش) — шагрестан в Ірані, в остані Марказі. За даними перепису 2006 року, його населення становило 46680 осіб, які проживали у складі 14313 сімей.

## Бахші
До складу шагрестану входить єдиний бахш — Центральний.